# Зелле, Фридрих
Фридрих Зелле (нем. Friedrich Selle; 11 июня 1860 года, остров Рюген — 27 апреля 1931 года, Бад-Ишль, Австрия) — австрийский философ, лютеранский священник, богослов и историк церкви. Основал лужицкий журнал «Pomhaj Bóh».

## Биография
Окончил среднюю школу в городе Бытом, после чего обучался на теологическом факультете в университете в Бреслау. В 1885 году был рукоположён в священника и служил викарием в лютеранском приходе в деревне Креба в Верхней Лужице. В следующем году был назначен настоятелем и участковым инспектором средних школ. В это же время стал заниматься философией. В 1889 году получил научную степень доктора философии. В 1891 году основал в своём приходе журнал на верхнелужицком языке «Pomhaj Bóh».
После десяти лет служения в Кребе в 1895 году переехал в Австро-Венгрию, где работал священником в приходах Тироля. До своей кончины служил капелланом в небольшой лютеранской церкви в Австрийских Альпах. С 1902 года по 1905 год был священником в приходе города Штайр и с 1907 года — в городе Бад-Ишль. В 1909 году переехал в Грац. Позднее работал в населённом пункте Аусзе, где построил лютеранский храм. В 1908 году получил научную степень доктора теологии в Венском университете. С 1912 года служил в приходе в Громбинге и с 1922 года — в приходе в Бад-Аусзе.
Во время своего священнического служения занимался ботаникой. Заложил альпийскую горку в 1913 году в Бад-Аусзе, который сохранился до нашего времени.
В 1929 году оставил своё служение из-за инвалидности. Во время пенсии проживал в Бад-Ишле, где скончался 27 апреля 1931 года.

## Сочинения
Во время своего служения занимался исследованиями по церковной истории, каноническому праву и отношениями естественной философии с христианством. Написал несколько теологических работ. Редактировал сочинение «Schicksalsbuch der evangelischen Kirche in Österreich» и был ответственным за научное издание важных документов по истории лютеранской церкви в Австрии.
Сочинения
- Zyrkwiny Wodźeŕ. Krotka wucžba wo zyrkwinych pschißłuschnoscźach. (zusammen mit Jan Kschižan) Bautzen 1892
- Eine österreichische evangelische Parochie. Steyr in Oberösterreich. Steyr 1903
- Eine Bekenntnisschrift der Stadt Steyr vom Jahre 1597. (5 Teile), Jahrbuch der Gesellschaft für die Geschichte des Protestantismus in Oesterreich Bd 25 (1904) S. 165—179. Bd 26 (1905) S. 27-41. Bd 28 (1907) S. 17-26. Bd 30 (1909) S. 21-28. Bd 37 (1916) S. 33-54.
- Die Kirchensteuer in der österreichischen evangelischen Kirche. Leipzig 1905
- Die Bedeutung der evangelischen Schule in Oesterreich. Leipzig 1905
- Dank der Universität Wittenberg an Steyr, vom 8. Mai 1613, für eine Stiftung, Jahrbuch der Gesellschaft für die Geschichte des Protestantismus in Oesterreich Bd 29 (1908) S. 13-15.
- Von der Naturerkenntnis zum Christusglauben. 2. Aufl. Berlin 1917
- Von der Wirklichkeit hinter Krieg und Geschichte. Leipzig 1918
- Pflanze und Weltanschauung. Beiträge zu einer botanischen Naturphilosophie. Graz 1927
- Schicksalsbuch der evangelischen Kirche in Österreich. (als Hrsg.) Berlin 1928
- Merkbüchlein für botanische Beobachtungen im Alpenpflanzengarten zu Bad Aussee, Steiermark. 1929